# Jüdischer Friedhof (Oestinghausen)
Der Jüdische Friedhof Oestinghausen befindet sich im Ortsteil Oestinghausen der Gemeinde Lippetal im Kreis Soest in Nordrhein-Westfalen. Als jüdischer Friedhof ist er ein Baudenkmal und seit dem 20. September 2007 unter der Denkmalnummer A-35 in der Denkmalliste eingetragen.
Der Friedhof Am Stahlberg / Berensberg / Ecke Weimeskamp am westlichen Ortsrand von Oestinghausen wurde von 1832 bis 1923 belegt. Es sind sechs Grabsteine sowie eine Eiseneinfriedung eines Familiengrabes erhalten.